# Liste der Mühlen an der Schwarzach und ihren Zuflüssen
Die Liste der Mühlen an der Schwarzach und ihren Zuflüssen führt alle Mühlenbauten am Mainzufluss Schwarzach und seinen Zuflüssen auf. Die Schwarzach fließt in ihrem etwa 20 Kilometer langen, im Wesentlichen südwestlichen Lauf durch das Steigerwaldvorland und das Schwarzacher Becken an insgesamt lediglich etwa 15 ehemaligen Mühlen vorbei. Entlang der Zuflüsse, insbesondere dem über 17 Kilometer langen Castellbach, dem Breitbach, dem Schönbach und dem Altbach finden sich weitere Mühlen.

## Historischer Hintergrund
Mit über 50 Mühlen gehört das Einzugsgebiet der Schwarzach und ihrer Zuflüssen zu den Gebieten mit der historisch höchsten Dichte an Mühlenbauten in ganz Unterfranken. Die ersten Anlagen entstanden am Unterlauf bereits im Frühmittelalter. Im Hochmittelalter nutzten die Mönche von Münsterschwarzach die Tatsache, dass zwei Flüsse, die Schwarzach und der Castellbach, mit nahezu gleich großer Schüttung in wenigen Metern Entfernung voneinander in den Main mündeten und verbanden die beiden Fließgewässer durch ein System aus Mühlbächen und Kanälen miteinander.
Während der Einfluss des Benediktinerklosters Münsterschwarzach entlang des Hauptflusses Schwarzach in Mittelalter und Früher Neuzeit stark blieb, entwickelte sich entlang der größeren Zuflüsse des Castellbachs die Grafschaft Castell zu einem Machtfaktor. Diese beiden Herrschaftsträger forcierten, zusammen mit mehreren anderen weiteren Obrigkeiten entlang der Bäche die Anlage von Mühlen. Eine besonders große Anzahl von Mühlenanlagen wurde im 16. Jahrhundert erstmals urkundlich erwähnt.
Während der Frühneuzeit begann ein erster Verdrängungsprozess zwischen den Mühlen entlang des Flusssystems Schwarzach. Gleichzeitig differenzierte sich die Mühlennutzung weiter aus. Neben den bisher vorhandenen Getreide- und Schneidmühlen entstanden nun auch Gips-, Pulver-, Öl- und Lohmühlen. Dabei taten sich wiederum die Grafen zu Castell hervor, die durch eine merkantilistische Politik die wirtschaftliche Leistungskraft ihrer Territorien verbessern wollten. Um Feuerbach setzte sich beispielsweise im 18. Jahrhundert die Papierherstellung durch, sodass hier zwei Papiermühlen in unmittelbarer Nähe zueinander errichtet wurden.
Nach der Auflösung der feudalen Herrschaften zu Beginn des 19. Jahrhunderts gelangten die Mühlen in die Hände von Privatpersonen, die nun auf eigene Rechnung die Anlagen betrieben. Es bildeten sich Müllerdynastien heraus, die gleichzeitig mehrere Anlagen, auch in unterschiedlichen Dörfern, betrieben. Im 19. und vor allem 20. Jahrhundert wurden einige der Mühlen sogar in Kraftwerke für die Energieherstellung umgewandelt. Gleichzeitig begann das Mühlensterben auch im Flusssystem Schwarzach. Heute wird keine der ursprünglichen Mühlen mehr aktiv betrieben, lediglich einige Sägewerke sind noch in Betrieb.

## Mühlenliste
Die Ordnung in der Liste richtet sich nach der Lage der Mühlen und folgt dem Bachlauf von der Quelle der Schwarzach in der Nähe von Oberschwarzach bis zu deren Mündung bei Münsterschwarzach in den Main. Die Mühlen entlang der Zuflüsse sind ebenfalls von der Quelle zur Mündung sortiert. Blau unterlegte Gliederungsüberschriften nennen die Gemarkungen, auf denen die Mühlen standen oder noch stehen. In den Beschreibungen wird darauf hingewiesen, wenn eine ehemalige Mühle noch heute ein Ortsteil einer Gemeinde ist.
Die Mühlendichte entlang der Bäche variiert teilweise stark. Dabei bildeten sich im Laufe der Frühneuzeit Orte heraus, an der besonders viele Mühlen entstanden. Zumeist leitete man hierfür Wasser auf einen extra angelegten Mühlbach, der vom jeweiligen Fließgewässer abgeleitet wurde. Der auffällige Ring um Münsterschwarzach, entlang dem keine Mühlen standen, kann wohl durch den sogenannten Klosterforst erklärt werden, der sich in der Vergangenheit halbkreisförmig um die Gemarkungen im Schwarzacher Becken legte.

### Schwarzach
| Name                                 | Typ                               | Erhaltungszustand             | Beschreibung | Lage                             | Bild |                |                |
| Oberschwarzach                       | Oberschwarzach                    | Oberschwarzach                | Oberschwarzach | Oberschwarzach                   | Oberschwarzach | Oberschwarzach | Oberschwarzach |
| ------------------------------------ | --------------------------------- | ----------------------------- | --- | -------------------------------- | --- | -------------- | -------------- |
| Dorfmühle (Oberschwarzach)           | Getreidemühle                     | weitgehend erhalten, erneuert | Die Dorfmühle von Oberschwarzach wurde von insgesamt drei Mahlgängen angetrieben. | 49° 51′ 35,6″ N, 10° 24′ 38,7″ O | Bild gesucht Die Wikipedia wünscht sich an dieser Stelle ein Bild vom hier behandelten Ort. Falls du dabei helfen möchtest, erklärt die Anleitung , wie das geht. BW |                |                |
| Steinmühle                           | Getreidemühle                     | weitgehend erhalten, erneuert | Die Steinmühle (auch Steinmitzenmühle) besaß insgesamt drei Mahlgänge. Heute ist in den Räumlichkeiten das Erich Kästner Kinderdorf als heilpädagogisch-therapeutisches Kinderheim. | 49° 51′ 34,7″ N, 10° 24′ 16,6″ O | Bild gesucht Die Wikipedia wünscht sich an dieser Stelle ein Bild vom hier behandelten Ort. Falls du dabei helfen möchtest, erklärt die Anleitung , wie das geht. BW |                |                |
| Wiesenmühle                          | Getreidemühle                     | weitgehend erhalten, erneuert | Die Wiesenmühle (auch Leierersmühle, Karbachermühle, Kropfmühle) besaß insgesamt drei Mahlgänge. | 49° 51′ 25,5″ N, 10° 23′ 59,2″ O | Bild gesucht Die Wikipedia wünscht sich an dieser Stelle ein Bild vom hier behandelten Ort. Falls du dabei helfen möchtest, erklärt die Anleitung , wie das geht. BW |                |                |
| Greuthermühle                        | Getreide-, Gips- und Schneidmühle | weitgehend erhalten, erneuert | Die Greuthermühle (auch Gereuthermühle) ist der letzte Überrest einer Wüstung gleichen Namens. Erstmals erwähnt wurde die Mühle im Jahr 1574, zu diesem Zeitpunkt bestand das Dorf bereits nicht mehr. Die Mühle gehörte den Herren Fuchs von Bimbach und gelangte später in die Hände der Würzburger Fürstbischöfe. | 49° 51′ 25,1″ N, 10° 23′ 40,6″ O | Bild gesucht Die Wikipedia wünscht sich an dieser Stelle ein Bild vom hier behandelten Ort. Falls du dabei helfen möchtest, erklärt die Anleitung , wie das geht. BW |                |                |
| Prichsenstadt-Bimbach                |                                   |                               | |                                  | |                |                |
| Erhardsmühle                         | Getreidemühle                     | weitgehend erhalten           | Die Erhardsmühle geht auf ein Dorf zurück, das den Namen Erichesdorf oder Erisdorf trug. Im Laufe des 15. Jahrhunderts lag der Ort bereits weitgehend wüst. Später wurde die Mühle als letzter Überrest des Dorfes nach Bimbach eingemeindet. Die Bauten der Mühle haben sich erhalten und werden als Baudenkmal eingeordnet. Heute bildet die ehemalige Mühle einen eigenständigen Ortsteil von Prichsenstadt. | 49° 51′ 41,8″ N, 10° 22′ 3,9″ O  | Bild gesucht Die Wikipedia wünscht sich an dieser Stelle ein Bild vom hier behandelten Ort. Falls du dabei helfen möchtest, erklärt die Anleitung , wie das geht. BW |                |                |
| Lülsfeld-Schallfeld                  |                                   |                               | |                                  | |                |                |
| Aumühle (Schallfeld)                 | Getreidemühle                     | weitgehend erhalten, erneuert | Die Geschichte der Aumühle ist eng mit der des benachbarten Brünnau verbunden. Die Anlage gehörte den jeweiligen Dorfherren über Bimbach und wurde später in die Gemeinde Schallfeld eingemeindet. Heute ist die ehemalige Mühle ein Ortsteil der Gemeinde Lülsfeld im Landkreis Schweinfurt. | 49° 51′ 50,6″ N, 10° 21′ 19,9″ O | Bild gesucht Die Wikipedia wünscht sich an dieser Stelle ein Bild vom hier behandelten Ort. Falls du dabei helfen möchtest, erklärt die Anleitung , wie das geht. BW |                |                |
| Prichsenstadt-Brünnau                |                                   |                               | |                                  | |                |                |
| Dorfmühle (Brünnau)                  | Getreidemühle                     | weitgehend erhalten           | Die Dorfmühle von Brünnau geht auf die Zeit um 1600 zurück. Die meisten Baulichkeiten wurden allerdings im 18. und 19. Jahrhundert erneuert. Die erhaltenen Bauten werden vom Bayerischen Landesamt für Denkmalpflege als Baudenkmal eingeordnet. | 49° 51′ 27,6″ N, 10° 21′ 18,8″ O | Dorfmühle Brünnau |                |                |
| Stolzenmühle                         | Getreidemühle                     | weitgehend erhalten           | Die Stolzenmühle wurde erstmals im Jahr 1577 erwähnt. Nachdem sie von wechselnden Inhabern und Pächtern geführt wurde, gelangte die Anlage in der Mitte des 18. Jahrhunderts an die Familie Glos. Die Mühle wurde von der Familie Glos stetig erweitert, sie betrieb auch Viehhaltung auf den Fluren. 1994 wurde der Mahlbetrieb eingestellt. Die ehemalige Mühle bildet heute einen eigenständigen Ortsteil von Prichsenstadt.                                                                                    | 49° 50′ 52,1″ N, 10° 21′ 12,6″ O | Bild gesucht Die Wikipedia wünscht sich an dieser Stelle ein Bild vom hier behandelten Ort. Falls du dabei helfen möchtest, erklärt die Anleitung , wie das geht. BW |                |                |
| Prichsenstadt-Neuses am Sand         |                                   |                               | |                                  | |                |                |
| Fleischmühle                         | Getreidemühle                     | weitgehend erhalten, erneuert | Die Fleischmühle (auch Fuchsmühle) geht bereits auf die Frühneuzeit zurück. Wahrscheinlich gehörte sie dem jeweiligen Dorfherren über Neuses. So hat sich ein Wappenstein der Fuchs von Bimbach am 1972 erneuerten Gebäude erhalten. | 49° 50′ 35,1″ N, 10° 21′ 2,1″ O  | Bild gesucht Die Wikipedia wünscht sich an dieser Stelle ein Bild vom hier behandelten Ort. Falls du dabei helfen möchtest, erklärt die Anleitung , wie das geht. BW |                |                |
| Prichsenstadt-Stadelschwarzach       |                                   |                               | |                                  | |                |                |
| Aumühle (Stadelschwarzach)           | Getreidemühle                     | vollständig abgegangen        | Die Aumühle in Stadelschwarzach lag am nordöstlichen Dorfrand. Sie wurde wohl erst im 19. Jahrhundert gegründet und ging bereits nach wenigen Jahrzehnten wieder ein. Einzige bekannte Müller waren Karl Ulsamer und sein Nachfolger Fritz Ebert. Gründe für die Schließung waren wohl Hygieneauflagen. | 49° 50′ 9,5″ N, 10° 20′ 5,8″ O   | Bild gesucht Die Wikipedia wünscht sich an dieser Stelle ein Bild vom hier behandelten Ort. Falls du dabei helfen möchtest, erklärt die Anleitung , wie das geht. BW |                |                |
| Prichsenstadt-Laub                   |                                   |                               | |                                  | |                |                |
| Dorfmühle (Laub)                     | Getreide- und Schneidmühle        | weitgehend erhalten, erneuert | unklar | 49° 49′ 37,7″ N, 10° 19′ 6,5″ O  | Bild gesucht Die Wikipedia wünscht sich an dieser Stelle ein Bild vom hier behandelten Ort. Falls du dabei helfen möchtest, erklärt die Anleitung , wie das geht. BW |                |                |
| Weidemühle                           | Getreide- und Schneidmühle        | weitgehend erhalten, erneuert | Die Weidemühle am Weg nach Reupelsdorf wurde in der Vergangenheit als Getreide- und Schneidmühle genutzt. Das heutige Gebäude entstand im Jahr 1941 und wurde vom damaligen Müller Leonhard Seger erbaut. Die Anlage ist bis heute in Betrieb. | 49° 49′ 22,3″ N, 10° 18′ 36,7″ O | Bild gesucht Die Wikipedia wünscht sich an dieser Stelle ein Bild vom hier behandelten Ort. Falls du dabei helfen möchtest, erklärt die Anleitung , wie das geht. BW |                |                |
| Wiesentheid-Reupelsdorf              |                                   |                               | |                                  | |                |                |
| Fuchsenmühle                         | Getreide- und Schneidmühle        | weitgehend erhalten, erneuert | Die Fuchsenmühle entstand im Jahr 1543. Sie war dem jeweiligen Dorfherren über Reupelsdorf zugeordnet. Im Jahr 1895 wurde die Getreidemühle in ein Sägewerk umgerüstet. Die Mühle ist noch immer in Betrieb. Sie ist heute ein eigenständiger Ortsteil von Wiesentheid. | 49° 49′ 0,6″ N, 10° 17′ 52,7″ O  | Bild gesucht Die Wikipedia wünscht sich an dieser Stelle ein Bild vom hier behandelten Ort. Falls du dabei helfen möchtest, erklärt die Anleitung , wie das geht. BW |                |                |
| Schwarzach am Main-Münsterschwarzach |                                   |                               | |                                  | |                |                |
| Pflötschenmühle                      | Getreidemühle                     | weitgehend erhalten, erneuert | Die Pflötschenmühle (auch Memmelsmühle, Fletschenmühle, Flätschenmühle) entstand auf einer Insel, die von zwei Armen der Schwarzach gebildet wurde. In der Frühen Neuzeit projizierte man die Entstehung der Mühle bereits auf das 13. Jahrhundert zurück. Die Mühle wurde als letzte in Münsterschwarzach noch bis in die 1980er Jahre betrieben. | 49° 48′ 20,7″ N, 10° 13′ 43,5″ O | Bild gesucht Die Wikipedia wünscht sich an dieser Stelle ein Bild vom hier behandelten Ort. Falls du dabei helfen möchtest, erklärt die Anleitung , wie das geht. BW |                |                |
| Rhönmühle                            | Getreidemühle                     | weitgehend erhalten, erneuert | Die Rhönmühle (auch Haunmühle) ist die mit Abstand älteste Mühlenanlage an der Schwarzach und ihren Zuflüssen. Erstmals urkundlich erwähnt wurde die Anlage bereits im Jahr 1251, als der Würzburger Bischof Hermann die Mühle an den Münsterschwarzacher Abt Rutger schenkte. Wahrscheinlich existierte eine Mühle auf dem Gelände des Klosters allerdings schon im Frühmittelalter. Die Wasserrechte am Bach, die die Mühle bis heute innehat, lassen sich auf die mittelalterlichen Klosterrechte zurückführen. | 49° 48′ 21″ N, 10° 13′ 49,3″ O   | Bild gesucht Die Wikipedia wünscht sich an dieser Stelle ein Bild vom hier behandelten Ort. Falls du dabei helfen möchtest, erklärt die Anleitung , wie das geht. BW |                |                |

### Breitbach
| Dorfmühle (Breitbach) | Getreidemühle | weitgehend erhalten, erneuert | Die Breitbacher Dorfmühle gehörte lange Zeit in den Einflussbereich des Klosters Ebrach. Wahrscheinlich wurde das Hauptgebäude im Jahr 1735 erneuert. Eine Inschrift über der Tür lautet: „Ein Müller, der sein’ Mütz’ vergißt/ der ist nicht wert, daß er’s Brot frißt.“ | 49° 50′ 49,4″ N, 10° 25′ 52,2″ O | Bild gesucht Die Wikipedia wünscht sich an dieser Stelle ein Bild vom hier behandelten Ort. Falls du dabei helfen möchtest, erklärt die Anleitung , wie das geht. BW |
| Schlottermühle        | Getreidemühle | weitgehend erhalten           | unklar | 49° 50′ 45″ N, 10° 24′ 57,9″ O   | Bild gesucht Die Wikipedia wünscht sich an dieser Stelle ein Bild vom hier behandelten Ort. Falls du dabei helfen möchtest, erklärt die Anleitung , wie das geht. BW |

### Schönbach
| Lochmühle | Getreidemühle | weitgehend erhalten, erneuert | Die Lochmühle bildet den letzten Überrest der Dorfwüstung Kleinschönbach. Der Ort wurde im 15. Jahrhundert niedergebrannt. Die Mühle wurde noch in der zweiten Hälfte des 20. Jahrhunderts betrieben, anschließend wurden die Baulichkeiten in Büros umgewandelt. | 49° 49′ 47,3″ N, 10° 22′ 49″ O | Bild gesucht Die Wikipedia wünscht sich an dieser Stelle ein Bild vom hier behandelten Ort. Falls du dabei helfen möchtest, erklärt die Anleitung , wie das geht. BW |

### Altbach und Beibach
| Name                              | Bach          | Typ                     | Erhaltungszustand             | Beschreibung | Lage                             | Bild |               |
| Prichsenstadt                     | Prichsenstadt | Prichsenstadt           | Prichsenstadt                 | Prichsenstadt | Prichsenstadt                    | Prichsenstadt | Prichsenstadt |
| --------------------------------- | ------------- | ----------------------- | ----------------------------- | --- | -------------------------------- | --- | ------------- |
| Lohmühle (Prichsenstadt, jüngere) | Altbach       | Lohmühle                | weitgehend erhalten, erneuert | Die jüngere Prichsenstädter Lohmühle entstand im Jahr 1722 auf Betreiben des Rates, sowie des Kastners und der Siebener. Sie geht auf einen Vorgängerbau weiter nordwestlich zurück, der bereits im 17. Jahrhundert bestanden hatte. Heute bildet die Lohmühle einen eigenständigen Ortsteil von Prichsenstadt.                              | 49° 48′ 53,2″ N, 10° 22′ 20,4″ O | Bild gesucht Die Wikipedia wünscht sich an dieser Stelle ein Bild vom hier behandelten Ort. Falls du dabei helfen möchtest, erklärt die Anleitung , wie das geht. BW |               |
| Prichsenstadt-Kirchschönbach      |               |                         |                               | |                                  | |               |
| Ilmbachermühle                    | Beibach       | Lohmühle                | vollständig abgegangen        | Die Ilmbachermühle war lange Zeit Teil des Kartäuserklosters Ilmbach, das im 15. Jahrhundert entstand und zu Beginn des 19. Jahrhunderts aufgegeben wurde. Die Anlage wurde bereits in der Stiftungsurkunde erwähnt. | 49° 48′ 25,3″ N, 10° 24′ 28,6″ O | Bild gesucht Die Wikipedia wünscht sich an dieser Stelle ein Bild vom hier behandelten Ort. Falls du dabei helfen möchtest, erklärt die Anleitung , wie das geht. BW |               |
| Prichsenstadt                     |               |                         |                               | |                                  | |               |
| Lohmühle (Prichsenstadt, ältere)  | Beibach       | Lohmühle                | vollständig abgegangen        | Die ältere Prichsenstädter Lohmühle gilt als Vorgängerbau der heute noch erhaltenen Lohmühlbauten weiter südöstlich. Sie brannte im Jahr 1698 ab und musste ein Jahr später nach ihrem Wiederaufbau entfernt werden, worauf sie an die heutige Stelle verlegt wurde.                                                                         | 49° 48′ 56,2″ N, 10° 21′ 30,2″ O | Bild gesucht Die Wikipedia wünscht sich an dieser Stelle ein Bild vom hier behandelten Ort. Falls du dabei helfen möchtest, erklärt die Anleitung , wie das geht. BW |               |
| Stadtmühle                        | Beibach       | Getreidemühle           | weitgehend erhalten, erneuert | Die Stadtmühle von Prichsenstadt entstand im Jahr 1573 in der Nähe des Vorstadttores. Die Mühle war ein Lehen in Hand der Gemeinde. Im Jahr 1705 musste sie neu errichtet werden, 1757 fand wahrscheinlich eine Renovierung der Anlage statt. Vor 1917 wurde die Stadtmühle stillgelegt.                                                     | 49° 49′ 4,1″ N, 10° 21′ 3″ O     | Stadtmühle |               |
| Stadtgrabenmühle                  | Beibach       | Getreidemühle           | vollständig abgegangen        | Die Stadtgrabenmühle in Prichsenstadt entstand im Jahr 1562 am inneren Stadtgraben. Um die Anlage wirtschaftlich betreiben zu können, leitete man eine Rinne vom Stadtgraben aus ab. | 49° 49′ 2,8″ N, 10° 21′ 9,3″ O   | Bild gesucht Die Wikipedia wünscht sich an dieser Stelle ein Bild vom hier behandelten Ort. Falls du dabei helfen möchtest, erklärt die Anleitung , wie das geht. BW |               |
| Wiesenmühle                       | Altbach       | Getreide- und Gipsmühle | weitgehend erhalten           | Die Wiesenmühle wurde erstmals 1594 urkundlich erwähnt. Die Geschichte der Anlage wird von häufigen Besitzer- und Eigentümerwechseln geprägt. Im Jahr 1979 wurde die Mehlherstellung eingestellt. Die Baulichkeiten der ehemaligen Mühle sind als Baudenkmal eingeordnet. Die Wiesenmühle ist ein eigenständiger Ortsteil von Prichsenstadt. | 49° 49′ 18,9″ N, 10° 20′ 51,9″ O | Bild gesucht Die Wikipedia wünscht sich an dieser Stelle ein Bild vom hier behandelten Ort. Falls du dabei helfen möchtest, erklärt die Anleitung , wie das geht. BW |               |
| Schnaudersmühle                   | Altbach       | Getreide- und Lohmühle  | weitgehend erhalten, erneuert | Die Schnaudersmühle entstand als Lohmühle im Jahr 1704. Vor 1780 wurde sie allerdings in eine Getreidemühle umgewandelt. Stillgelegt wurde die Mühle um das Jahr 1929. Die Schnaudersmühle bildet einen eigenständigen Ortsteil der Stadt Prichsenstadt.                                                                                     | 49° 49′ 25,6″ N, 10° 20′ 36,3″ O | Bild gesucht Die Wikipedia wünscht sich an dieser Stelle ein Bild vom hier behandelten Ort. Falls du dabei helfen möchtest, erklärt die Anleitung , wie das geht. BW |               |

### Castellbach und seine Zuflüsse
| Name                                 | Bach                 | Typ                            | Erhaltungszustand             | Beschreibung | Lage                             | Bild |                      |
| Wiesentheid-Geesdorf                 | Wiesentheid-Geesdorf | Wiesentheid-Geesdorf           | Wiesentheid-Geesdorf          | Wiesentheid-Geesdorf | Wiesentheid-Geesdorf             | Wiesentheid-Geesdorf | Wiesentheid-Geesdorf |
| ------------------------------------ | -------------------- | ------------------------------ | ----------------------------- | --- | -------------------------------- | --- | -------------------- |
| Hahnsmühle                           | Fasanenbach          | Getreidemühle                  | weitgehend erhalten, erneuert | Die Geesdorfer Hahnsmühle wurde erstmals im Jahr 1413 urkundlich erwähnt. Die Zollner verkauften damals die Anlage an Erkinger von Seinsheim. Die Mühle war Lehen der Grafen zu Castell, nach 1808 wurde sie an die Herren von Crailsheim veräußert. Der Name leitet sich von der Betreiberfamilie Hahn ab. Die Mühle wurde in den 1960er Jahren stillgelegt. | 49° 48′ 8,2″ N, 10° 22′ 29,9″ O  | Bild gesucht Die Wikipedia wünscht sich an dieser Stelle ein Bild vom hier behandelten Ort. Falls du dabei helfen möchtest, erklärt die Anleitung , wie das geht. BW |                      |
| Wiesentheid                          |                      |                                |                               | |                                  | |                      |
| Lohmühle (Wiesentheid)               | Fasanenbach          | Lohmühle                       | weitgehend erhalten, erneuert | Die Lohmühle wurde wohl im Jahr 1686 errichtet. Noch im Jahr 1691 war die Anlage in herrschaftlicher Hand und wurde dann an Untertanen veräußert. Das Mühlengebäude entstand 1787. Im Jahr 1897 wurde die Mühle stillgelegt, die Müllerfamilie zog in die Weidemühle bei Laub. | 49° 47′ 47,8″ N, 10° 20′ 47,4″ O | Bild gesucht Die Wikipedia wünscht sich an dieser Stelle ein Bild vom hier behandelten Ort. Falls du dabei helfen möchtest, erklärt die Anleitung , wie das geht. BW |                      |
| Freundsmühle                         | Fasanenbach          | Getreide- und Schneidmühle     | weitgehend erhalten           | Die Freundsmühle (auch Untere Mühle, Hirschenmühle, Gärtnersmühle) entstand wohl bereits im Spätmittelalter. Direkt tauchte die Anlage allerdings erst im Jahr 1548 auf. Im 19. Jahrhundert richtete man in der Mühle zusätzlich eine Sägemühle ein. In den 1960er Jahren wurde die Mühle aufgegeben. Die Überreste der Mühle sind heute als Baudenkmal eingeordnet. | 49° 47′ 42,9″ N, 10° 20′ 21,9″ O | Bild gesucht Die Wikipedia wünscht sich an dieser Stelle ein Bild vom hier behandelten Ort. Falls du dabei helfen möchtest, erklärt die Anleitung , wie das geht. BW |                      |
| Gartenstraßenmühle                   | Fasanenbach          | Wasserkraftwerk                | weitgehend erhalten, erneuert | Die Gartenstraßenmühle (eigentlich Mühle in der Gartenstraße 11) ist die jüngste der Wiesentheider Anlagen. Sie wurde im Zusammenhang mit der Errichtung des Reichsarbeitsdienstlagers während der NS-Diktatur erbaut. Nach dem Zweiten Weltkrieg wurde die Anlage stillgelegt. | 49° 47′ 43,1″ N, 10° 20′ 13,9″ O | Bild gesucht Die Wikipedia wünscht sich an dieser Stelle ein Bild vom hier behandelten Ort. Falls du dabei helfen möchtest, erklärt die Anleitung , wie das geht. BW |                      |
| Rüdenhausen                          |                      |                                |                               | |                                  | |                      |
| Herrenmühle                          | Schirnbach           | Getreidemühle                  | weitgehend erhalten, erneuert | Die Herrenmühle (auch Obere Mühle) gehört zu den ältesten Mühlen um Rüdenhausen. Sie wurde im Jahr 1420 erstmals erwähnt. Bei hohem Wasserstand war die Anlage allerdings von der Versorgung abgeschnitten, weil das Wasser aus dem Hauptbach in den Mühlbachablauf zurückströmte. Zwischen 1877 und 1909 wurde die Herrenmühle aufgegeben. | 49° 45′ 46,6″ N, 10° 20′ 33,5″ O | Bild gesucht Die Wikipedia wünscht sich an dieser Stelle ein Bild vom hier behandelten Ort. Falls du dabei helfen möchtest, erklärt die Anleitung , wie das geht. BW |                      |
| Leyermühle                           | Schirnbach           | Getreidemühle                  | weitgehend erhalten, erneuert | Die Leyermühle (auch Leiermühle, Untere Mühle, Jägersmühle) wurde erstmals im Jahr 1323 urkundlich erwähnt. Die Anlage war lange Zeit im Einflussbereich der Grafen zu Castell, die auch die Dorfherrschaft über Rüdenhausen innehatten. Die Mühle wurde im 20. Jahrhundert aufgegeben. | 49° 46′ 4,2″ N, 10° 20′ 11,3″ O  | Bild gesucht Die Wikipedia wünscht sich an dieser Stelle ein Bild vom hier behandelten Ort. Falls du dabei helfen möchtest, erklärt die Anleitung , wie das geht. BW |                      |
| Schutzmühle                          | Schirnbach           | Getreidemühle                  | vollständig abgegangen        | Die Schutzmühle bestand nur wenige Jahrzehnte und kann zwischen 1560 und 1616 nachgewiesen werden. Sie behinderte die Leyermühle bei der Arbeit und wurde deshalb von der Gemeinde schnell wieder aufgelassen. | 49° 46′ 13,7″ N, 10° 20′ 3,5″ O  | Bild gesucht Die Wikipedia wünscht sich an dieser Stelle ein Bild vom hier behandelten Ort. Falls du dabei helfen möchtest, erklärt die Anleitung , wie das geht. BW |                      |
| Lohmühle (Rüdenhausen)               | Schirnbach           | Getreide- und Lohmühle         | weitgehend erhalten           | Die Rüdenhäuser Lohmühle (auch Wiesenmühle, Schlottenmühle) wurde im Jahr 1540 errichtet. Die Anlage wurde im 19. Jahrhundert umgebaut, arbeitete aber von da an kaum noch kostendeckend. Aus der Zeit um 1817 hat sich ein Portal erhalten, das vom Bayerischen Landesamt für Denkmalpflege als Baudenkmal eingeordnet wird. | 49° 46′ 22,2″ N, 10° 19′ 52,1″ O | Bild gesucht Die Wikipedia wünscht sich an dieser Stelle ein Bild vom hier behandelten Ort. Falls du dabei helfen möchtest, erklärt die Anleitung , wie das geht. BW |                      |
| Kratzermühle                         | Schirnbach           | Öl- und Getreidemühle          | weitgehend erhalten, erneuert | Die Kratzermühle (auch Neumühle) wurde im Jahr 1715 durch den Müller Michael Wertheimer erbaut. Die Anlage wurde noch bis zum Jahr 1927 betrieben und war noch bis in die 1960er Jahre intakt. Erst im Zuge des Autobahnbaus entfernte man das Mühlrad. | 49° 46′ 30,9″ N, 10° 19′ 44,5″ O | Kratzermühle |                      |
| Bodenmühle                           | Schirnbach           | Öl- und Getreidemühle          | weitgehend erhalten, erneuert | Die Bodenmühle (auch Oppelmühle) wurde im Jahr 1548 errichtet, als Erbauer taucht ein gewisser Michael Schleuser auf. Sie war ein herrschaftliches Lehen und musste jährlich eine gewisse Anzahl an Naturalien an die Grafen zu Castell abgeben. Nach dem Zweiten Weltkrieg war die Anlage noch zeitweise in Betrieb. Das Stauwehr der Mühle hat sich bis heute noch erhalten. | 49° 46′ 43,3″ N, 10° 19′ 34,5″ O | Bodenmühle |                      |
| Wiesentheid-Feuerbach                |                      |                                |                               | |                                  | |                      |
| Linsenmühle                          | Schirnbach           | Getreide-, Schrot- und Ölmühle | weitgehend erhalten, erneuert | Die Linsenmühle (auch Dorfmühle) wurde zu Beginn des 19. Jahrhunderts errichtet. Die Müller sind bis zur Stilllegung um 1980 durchgehend überliefert. Die Mühle betrieb einen Hofladen. | 49° 47′ 2,2″ N, 10° 18′ 26,9″ O  | Bild gesucht Die Wikipedia wünscht sich an dieser Stelle ein Bild vom hier behandelten Ort. Falls du dabei helfen möchtest, erklärt die Anleitung , wie das geht. BW |                      |
| Dornmühle                            | Schirnbach           | Schneidmühle, Wasserkraftwerk  | weitgehend erhalten, erneuert | Die Dornmühle entstand um 1800. Ihre Geschichte ist eng mit der Familie Möhringer verbunden. Die Mühle wurde als Maschinenantrieb und als Sägemühle eingesetzt. Daneben wurde auch das Dorf Feuerbach zwischen den 1950er und 1970er Jahren mit Strom versorgt. | 49° 47′ 5″ N, 10° 18′ 10,6″ O    | Bild gesucht Die Wikipedia wünscht sich an dieser Stelle ein Bild vom hier behandelten Ort. Falls du dabei helfen möchtest, erklärt die Anleitung , wie das geht. BW |                      |
| Untere Papiermühle                   | Schirnbach           | Getreide- und Papiermühle      | weitgehend erhalten           | Erstmals wurde die Untere Papiermühle (auch Frühwaldsmühle, Heinrichsmühle, Johannitermühle) im Jahr 1406 erwähnt. Die namensgebende Papiermühle wurde erst ab 1713 in den Baulichkeiten untergebracht. Im 19. Jahrhundert nutzte man die Anlage zeitweise, um Falschgeld herzustellen. Die erhaltenen Bauten werden als Baudenkmal eingeordnet. | 49° 47′ 15,8″ N, 10° 17′ 57,2″ O | Bild gesucht Die Wikipedia wünscht sich an dieser Stelle ein Bild vom hier behandelten Ort. Falls du dabei helfen möchtest, erklärt die Anleitung , wie das geht. BW |                      |
| Wiesentheid-Untersambach             |                      |                                |                               | |                                  | |                      |
| Untersambacher Mühle                 | Sambach              | Getreidemühle                  | weitgehend erhalten, erneuert | Die Untersambacher Mühle (auch Sambachermühle) wurde 1589 erstmals erwähnt. Unklar ist, welchem Herren die Mühle bis zum 19. Jahrhundert Abgaben zu leisten hatte. | 49° 47′ 23,2″ N, 10° 22′ 4,9″ O  | Bild gesucht Die Wikipedia wünscht sich an dieser Stelle ein Bild vom hier behandelten Ort. Falls du dabei helfen möchtest, erklärt die Anleitung , wie das geht. BW |                      |
| Wiesentheid                          |                      |                                |                               | |                                  | |                      |
| Klesenmühle                          | Sambach              | Getreidemühle                  | vollständig abgegangen        | Die Klesenmühle (auch Kläsenmühle, Obere Mühle, Glasermühle, Herrenmühle) wurde bereits im Jahr 1327 in einer Urkunde des Klosters Ebrach erwähnt. Über die Geschichte der Mühle ist nur wenig bekannt. | 49° 47′ 38,8″ N, 10° 20′ 44,3″ O | Bild gesucht Die Wikipedia wünscht sich an dieser Stelle ein Bild vom hier behandelten Ort. Falls du dabei helfen möchtest, erklärt die Anleitung , wie das geht. BW |                      |
| Erlachsmühle                         | Sambach              | Schneidmühle                   | weitgehend erhalten, erneuert | Die Erlachsmühle (auch Thomannmühle) wurde im Jahr 1691 von Paul Dorn erbaut. Sie wurde im Jahr 1941 stillgelegt. | 49° 47′ 46,4″ N, 10° 19′ 24,2″ O | Bild gesucht Die Wikipedia wünscht sich an dieser Stelle ein Bild vom hier behandelten Ort. Falls du dabei helfen möchtest, erklärt die Anleitung , wie das geht. BW |                      |
| Wiesentheid-Feuerbach                |                      |                                |                               | |                                  | |                      |
| Obere Papiermühle                    | Sambach              | Papiermühle                    | weitgehend erhalten, erneuert | Die Obere Papiermühle wurde im Jahr 1773 gegründet. Sie versorgte die Behörden der Grafschaft Castell mit Papier. Im Jahr 1862 wurde die Anlage stillgelegt. | 49° 47′ 35″ N, 10° 18′ 45,1″ O   | Bild gesucht Die Wikipedia wünscht sich an dieser Stelle ein Bild vom hier behandelten Ort. Falls du dabei helfen möchtest, erklärt die Anleitung , wie das geht. BW |                      |
| Kleinlangheim-Atzhausen              |                      |                                |                               | |                                  | |                      |
| Pfundmühle                           | Sambach              | Getreidemühle                  | weitgehend erhalten, erneuert | unklar. Die Pfundmühle (auch Pfändmühle) bildet heute einen eigenständigen Ortsteil von Kleinlangheim. | 49° 47′ 19,1″ N, 10° 17′ 7,4″ O  | Bild gesucht Die Wikipedia wünscht sich an dieser Stelle ein Bild vom hier behandelten Ort. Falls du dabei helfen möchtest, erklärt die Anleitung , wie das geht. BW |                      |
| Castell                              |                      |                                |                               | |                                  | |                      |
| Gründleinsmühle                      | Gründleinsbach       | Getreidemühle                  | weitgehend erhalten, erneuert | Die Gründleinsmühle (auch Obere Mühle, Heumühle) wurde erstmals im Jahr 1399 urkundlich erwähnt, was sie zu den ältesten Mühlen der näheren Umgebung macht. Die Mühle war zunächst zur Getreideversorgung der Casteller bedeutend, später richtete man in den Baulichkeiten ein Asyl für Straftäter ein. Die Mühle wurde 1985 stillgelegt. Die Gründleinsmühle bildet heute einen eigenständigen Ortsteil Castells. | 49° 45′ 4″ N, 10° 20′ 46,1″ O    | Bild gesucht Die Wikipedia wünscht sich an dieser Stelle ein Bild vom hier behandelten Ort. Falls du dabei helfen möchtest, erklärt die Anleitung , wie das geht. BW |                      |
| Geiersmühle                          | Gründleinsbach       | Getreidemühle                  | weitgehend erhalten           | Die Geiersmühle (auch Grünewaldsmühle) wurde im Jahr 1624 erstmals erwähnt. Im Jahr 1781 wurden die meisten Baulichkeiten neu errichtet. Im Jahr 1942 wurde die Mühle stillgelegt. Die erhaltenen Baulichkeiten werden als Baudenkmal eingeordnet. Die Mühle ist ein eigenständiger Ortsteil Castells. | 49° 45′ 2,3″ N, 10° 20′ 7,9″ O   | Bild gesucht Die Wikipedia wünscht sich an dieser Stelle ein Bild vom hier behandelten Ort. Falls du dabei helfen möchtest, erklärt die Anleitung , wie das geht. BW |                      |
| Rüdenhausen                          |                      |                                |                               | |                                  | |                      |
| Dinkelmühle                          | Gründleinsbach       | Getreidemühle                  | weitgehend erhalten           | Die Dinkelmühle wurde erstmals im Jahr 1557 erwähnt. Die Anlage wurde im 18. Jahrhundert erneuert, die Baulichkeiten haben sich erhalten und werden als Baudenkmal eingeordnet. | 49° 45′ 10,6″ N, 10° 19′ 45″ O   | Dinkelmühle |                      |
| Eselsmühle                           | Gründleinsbach       | Getreidemühle                  | weitgehend erhalten           | Die Eselsmühle (auch Brückleinsmühle, Seemühle) wurde im Jahr 1591 erstmals urkundlich erwähnt. Es ist allerdings davon auszugehen, dass die Mühle wesentlich älter ist. Die Mühle wurde im Jahr 1944 stillgelegt. Die Mühlengebäude sind heute als Baudenkmal eingeordnet. Die Eselsmühle ist ein eigenständiger Ortsteil von Rüdenhausen. | 49° 45′ 19,9″ N, 10° 19′ 39,7″ O | Eselsmühle |                      |
| Pulvermühle                          | Gründleinsbach       | Pulvermühle                    | weitgehend erhalten, erneuert | Die Pulvermühle entstand bereits im 15. Jahrhundert, was sie zu einer der ältesten Schießpulvermühlen auf dem Gebiet des Fränkischen Reichskreises macht. Mehrere Explosionen machten immer wieder Neubauten notwendig. Nach einer Explosion im Jahr 1921 wurde die Produktion eingestellt und die Mühle stillgelegt. | 49° 45′ 34,8″ N, 10° 19′ 29,9″ O | Bild gesucht Die Wikipedia wünscht sich an dieser Stelle ein Bild vom hier behandelten Ort. Falls du dabei helfen möchtest, erklärt die Anleitung , wie das geht. BW |                      |
| Kleinlangheim                        |                      |                                |                               | |                                  | |                      |
| Wutschenmühle                        | Gründleinsbach       | Getreidemühle                  | weitgehend erhalten           | unklar | 49° 45′ 39,3″ N, 10° 18′ 59,6″ O | Bild gesucht Die Wikipedia wünscht sich an dieser Stelle ein Bild vom hier behandelten Ort. Falls du dabei helfen möchtest, erklärt die Anleitung , wie das geht. BW |                      |
| Hammermühle                          | Gründleinsbach       | Getreidemühle                  | weitgehend erhalten           | unklar | 49° 45′ 44,9″ N, 10° 18′ 28,7″ O | Bild gesucht Die Wikipedia wünscht sich an dieser Stelle ein Bild vom hier behandelten Ort. Falls du dabei helfen möchtest, erklärt die Anleitung , wie das geht. BW |                      |
| Sandmühle                            | Gründleinsbach       | Getreidemühle                  | weitgehend erhalten           | unklar | 49° 45′ 49,1″ N, 10° 18′ 9,2″ O  | Bild gesucht Die Wikipedia wünscht sich an dieser Stelle ein Bild vom hier behandelten Ort. Falls du dabei helfen möchtest, erklärt die Anleitung , wie das geht. BW |                      |
| Weidenmühle                          | Gründleinsbach       | Getreidemühle                  | weitgehend erhalten           | unklar | 49° 45′ 58,9″ N, 10° 17′ 25″ O   | Bild gesucht Die Wikipedia wünscht sich an dieser Stelle ein Bild vom hier behandelten Ort. Falls du dabei helfen möchtest, erklärt die Anleitung , wie das geht. BW |                      |
| Kastnersmühle                        | Gründleinsbach       | Getreidemühle                  | weitgehend erhalten           | unklar | 49° 46′ 24,4″ N, 10° 17′ 10,8″ O | Bild gesucht Die Wikipedia wünscht sich an dieser Stelle ein Bild vom hier behandelten Ort. Falls du dabei helfen möchtest, erklärt die Anleitung , wie das geht. BW |                      |
| Neumühle                             | Gründleinsbach       | Getreidemühle                  | weitgehend erhalten           | unklar | 49° 46′ 46,1″ N, 10° 17′ 5,9″ O  | Bild gesucht Die Wikipedia wünscht sich an dieser Stelle ein Bild vom hier behandelten Ort. Falls du dabei helfen möchtest, erklärt die Anleitung , wie das geht. BW |                      |
| Schwarzach am Main-Düllstadt         |                      |                                |                               | |                                  | |                      |
| Klostermühle (Düllstadt)             | Castellbach          | Getreide- und Schneidmühle     | weitgehend erhalten           | Die Baulichkeiten der Düllstadter Klostermühle existierten bereits im 13. Jahrhundert. Lange Zeit war hier ein Amtshof des Klosters Münsterschwarzach untergebracht. Erst im 19. Jahrhundert entstand eine Mühle, die auch ein Sägewerk betrieb. Die ehemaligen Mühlbauten sind als Baudenkmal eingeordnet. | 49° 48′ 9,6″ N, 10° 15′ 22,5″ O  | Klostermühle Düllstadt |                      |
| Schwarzach am Main-Münsterschwarzach |                      |                                |                               | |                                  | |                      |
| Klostermühle (Münsterschwarzach)     | Castellbach          | Getreide- und Papiermühle      | weitgehend erhalten           | Die Münsterschwarzacher Klostermühle wurde indirekt bereits im Jahr 1251 erwähnt. Bereits zum Ausstattungskomplex der Karolingerzeit gehörten jedoch schon Mühlen, sodass die Anlage viel älter sein könnte. In den 1740er Jahren übernahm der Baumeister Balthasar Neumann die Planung eines Mühlenneubaus, der vor 1750 fertiggestellt wurde. Nach der Auflösung des Klosters zog eine Papierfabrik in die Räumlichkeiten. Seit 1915 befinden sich die Wohnungen der Mönche in den Räumlichkeiten. Die Mühle ist als Baudenkmal eingeordnet. | 49° 48′ 15,6″ N, 10° 13′ 51,7″ O | Klostermühle Münsterschwarzach |                      |